# Splurge
Splurge es el noveno álbum del dueto de J-Pop Puffy AmiYumi, publicado en el año 2006. La versión estadounidense difiere de la original (en especial porque estaba autografiada) e incluía dos remixes y dos temas en inglés, en cambio en la versión original japonesa, tiene dos temas en japonés y una versión de una canción de Green Day, con el éxito Basket Case. Splurge debutó en el Oricon Chart en el #19. 
Esta era es bastante importante, pues Puffy AmiYumi cumplía su décimo aniversario, el tour "Splurge, Splurge, Splurge 06", recorre todo Japón y Norteamérica. Acá se puede apreciar que Ami y Yumi cambian mucho en su vestimenta, ya que ellas llevan peinados exagerados y vestimentas muy elaboradas. Entre los sencillos están Nice Buddy/Hajimari no Uta, Mogura-like y Tokyo I'm on My Way.
Sucesivo a este álbum, salieron a la venta dos sencillos: Hazumu Rizumu (「ハズムリズム」)( "Hazumu Rythm") y Hataraku Otoko (「働く男」) ("Working Man")

## Lista de canciones en la versión japonesa
1. "Radio Tokyo"
2. "ナイスバディ" (Naisu Baddi, Nice Buddy)
3. "Tokyo I'm on My Way!"
4. "Shall We Dance?" (Call Me What You Like)
5. "恋のエチュード" (Koi no Echuudo, Koi no Etude, Love's Etude, Etude)
6. "女マシンガン" (Onna Mashin Gan, Girl Machine Gun, Go Baby Power Now)
7. "Sunday in the Park"
8. "モグラライク" (Mogura raiku, Mogura-like, Mole-Like)
9. "Missing You Baby"
10. "早春物語" (Soushun monogatari, Early Spring Story, The Story)
11. "モグラ" (Mogura)
12. "らくだの国" (Rakuda no koku, Camel Country, Cameland)
13. "Security Blanket"
14. "はじまりのうた" (Hajimari no Uta, Song of Origin, Beginnings)
15. "Basket Case"

## Lista de canciones en la versión estadounidense
1. Call Me What You Like (~If You Like Rock-n-Roll~)
2. Nice Buddy
3. Tokyo I'm On My Way
4. Radio Tokyo
5. Mole-Like
6. Etude
7. Go Baby Power Now
8. Sunday In the Park
9. Missing You Baby
10. The Story
11. Mole
12. Cameland
13. Security Blanket
14. Beginnings
15. Friends Forever ~Fickle Remix~*
16. Teen Titans Theme ~POLYSICS CR-06 MIX~

## Sencillos
1. "ナイスバディ" (Naisu Baddi, Nice Buddy)/ "はじまりのうた" (Hajimari no Uta, Song of Origin, Beginnings)
2. "モグラライク" (Mogura raiku, Mogura-like, Mole-Like)/"モグラ" (Mogura)
3. "Tokyo I'm on My Way"/Sekai no Hajikko (世界のはじっこ)/Friends Forever ~FICKLE REMIX~